# Gustaf Upmark der Jüngere

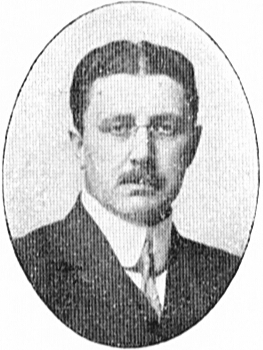
Gustaf Upmark

Gustaf Herman Fabian Upmark, genannt Gustaf Upmark der Jüngere, (* 13. März 1875 in Stockholm; 3. Oktober 1928 ebenda) war ein schwedischer Kunsthistoriker.

## Leben
Gustaf Upmark war der Sohn von Gustaf Upmark dem Älteren (1844–1900), Direktor des Schwedischen Nationalmuseums. Er studierte bei Harald Hjärne Geschichte an der Universität Uppsala (Kandidat 1897, Lizensiat 1901, Promotion 1912, mit einer Arbeit über den Hof von Gustav Wasa). Er begann seine Berufskarriere 1898 am Nationalmuseum und wechselte 1902 an das Nordiska Museet, 1903 wurde er daneben Lehrer für Kunstgeschichte an der Tekniska skolan. 1907 wurde er Abteilungsleiter am Nordiska Museet, von 1913 bis zu seinem Tod war er dessen Direktor. seit 1902 mit Greta Severin verheiratet.
Upmark wollte ursprünglich Historiker werden, wandte sich jedoch angeregt durch seine Arbeit im Museum, der Kunstgeschichte zu und hatte sich die Gold- und Silberschmiedekunst zu seinem Forschungsobjekt ausgewählt. Er beschrieb die Grundzüge ihrer Formentwicklung und Handwerksgeschichte. 1925 veröffentlichte er nach jahrelanger Recherche Guld- och silversmeder i Sverige 1520–1850. (Gold- und Silberschmiede in Schweden 1520–1850). Dieses Werk bot erstmals ein umfassendes Register von Handwerkern mit rund siebentausend Gold- und Silberschiedemarken und ermöglichte es, Zeit, Ort und Urheber der Gold- und Silberobjekte zu bestimmen. Zudem setzte er die Architekturforschungen seines Vaters fort und gab das Werk Die Architektur der Renaissance in Schweden, 1530–1760 heraus, das er 1904 auch unter dem Titel Svensk byggnadskonst, 1530–1760 ins Schwedische übersetzte. Zahlreiche seiner Beschreibungen von Herrenhäusern wurden im Svenska slott och herresäten abgedruckt, wobei der Schwerpunkt auf dem Herrenhaus und dem Stockholmer Schloss während der karolingischen Bauzeit lag.

## Veröffentlichungen (Auswahl)
- Årsbokstäfver på svenskt guld och silfver före 1759. Stockholm 1903.
- Svensk byggnadskonst, 1530–1760. Stockholm 1904 (archive.org).
- Gustaf Vasas porträtt af år 1542: ett arbete af Jacob Binck. 1908.
- Stockholm: Sveriges hufvudstad. 1908.
- Upsala domkyrkas silfverkammare.. 1910.
- Nordiska museet: Möbler i afdelningen för de högre stånden. 1912 (archive.org).
- Gustaf Vasas hof: en studie. 1912.
- Boråsguldsmederna och deras stämplar. 1915.
- Skansen 25 år. 1916.
- En svensk guldsmed: Henning Peters i Nyköping och hans ättlingar. In: ?, S. 216–224.
- Stockholmsbilder från fem århundraden 1523–1923. Stockholm 1923.
- Guld- och silversmeder i Sverige 1520–1850. Stockholm 1925.